# Jens Michelsen
Jens Michelsen (* 17. September 1952 in Hamburg; † 17. November 2007 ebenda) war pädagogischer Leiter des Studienzentrums der KZ-Gedenkstätte Neuengamme sowie Autor, Journalist und Herausgeber.

## Leben
Jens Michelsen wurde als Jens-Uwe Michelsen 1952 in Hamburg als Sohn des Bankkaufmanns Karl-Heinz Michelsen und dessen Ehefrau Edith geboren. Nach dem Abitur 1971 studierte er an der Hamburger Universität Germanistik, Soziologie und Pädagogik. 1978 folgte das Erste Staatsexamen für das Lehramt an Gymnasien; von 1979 bis 1980 dann Zivildienst in der Evangelischen Studentengemeinde Hamburg und 1980 ein dreimonatiger Studienaufenthalt in den USA und in Nicaragua.
Michelsen starb unerwartet 2007 in Hamburg. Der Senat der Freien und Hansestadt Hamburg veranstaltete am 15. Dezember 2009 eine Gedenkveranstaltung für Jens Michelsen im Kaisersaal des Hamburger Rathauses. Seine Urne wurde auf dem Neuen Friedhof in Warder (Kreis Segeberg) beigesetzt. Teile seines Nachlasses befinden sich in der Forschungsstelle für Zeitgeschichte, der KZ-Gedenkstätte Neuengamme, im Institut für die Geschichte der deutschen Juden und im Hamburger Institut für Sozialforschung.

## Tätigkeiten in der Bildungsarbeit, als Journalist und Autor von 1983 bis 1999
Nach dem Studium arbeitete er in der Jugend- und Erwachsenenbildung und war seit 1983 auch Autor und Journalist bei verschiedenen Rundfunkanstalten sowie Dozent an der Volkshochschule Hamburg und bei „Arbeit und Leben Hamburg“.
Seit 1991 arbeitete er an der Konzeptentwicklung und redaktionellen Betreuung der Reihe „Eimsbüttler Lebensläufe“, für die er zahlreiche Interviews mit NS-Verfolgten führte; seit 1993 war er freier Mitarbeiter als Oral History-Interviewer für die KZ-11 Gedenkstätte Neuengamme und die Forschungsstelle für Zeitgeschichte in Hamburg.
Ab 1995 arbeitete er an der Zielgruppen- und Öffentlichkeitsarbeit für den Kirchlichen Entwicklungsdienst der Nordelbischen Kirche sowie als Autor und Redakteur beim Diakonischen Werk Hamburg; von 1997 bis 1998 war Michelsen Autor und Redakteur für die Hauptgeschäftsstelle von Brot für die Welt, Stuttgart, und ab 1998 Konzept- und Programmentwickler für das deutsch-amerikanische Begegnungsprogramm „Bridge of Under-standing“, München; Begleitung und Beratung des Programms „Kontaktpflege zu jüdischen ehemaligen Bürgern Hamburgs“ im Auftrag der Senatskanzlei Hamburg. 1999 Vortragstätigkeit an US-amerikanischen Universitäten („Jewish Studies“).

## Pädagogischer Leiter des Studienzentrums in der KZ-Gedenkstätte Neuengamme
2000 übernahm er die pädagogische Leitung des im Aufbau befindlichen Studienzentrums in der KZ-Gedenkstätte Neuengamme, das im Mai 2003 eröffnet wurde und das von Michelsen durch die Entwicklung neuer pädagogischer Projekte bis in die heutige Zeit maßgeblich geprägt wurde, u. a. durch seinen Beitrag zur internationalen Vernetzung und zu nationenübergreifenden Projekten sowie seinen Ansatz, Gedenken mit Fragen der Demokratie- und Menschenrechtsbildung zu verbinden sowie die Bildungsarbeit mit Berufsgruppen, Projekten zu Demokratie und Menschenrechten sowie internationale Kontakte und Begegnungsprojekte.

## Auswahl an Veröffentlichungen von Jens Michelsen
- Die erinnerungspädagogische Perspektive. In: Gewaltfreie Aktion, 39, H. 150. Karlsruhe 2007, S. 18–22.
- Mit André Heinker: Fragestellungen zur De-Konstruktion von Zeitzeugen-Narra-tionen als Aufgabe und Beitrag zum historischen Lernen. In: Der Umgang mit Geschichte an Gedenkstätten. Neuried 2006, S. 62–79.
- Von der Betroffenheit zum historischen Lernen: Anmerkungen zur pädagogischen Arbeit in der KZ-Gedenkstätte Neuengamme. In: Schuldig. Bremen 2005,S. 164–171.
- Mit Regina Gabriel, Daniel Gaede, Wolf Kaiser, Thomas Lutz, Ulrike Puvogel, Gunnar Richter, Helmut Rook: Informationen zur Weiterarbeit der AG Gedenkstättenpädagogik. In: Gedenkstätten-Rundbrief (2002), 110, S. 1–33.
- Das pädagogische Angebot der KZ-Gedenkstätte Neuengamme. In: Standpunkt:sozial Heft 1. Hamburg 2002, S. 55–56.12
- Die Stadt, ihr KZ und ihre Fehler: zum Streit um die KZ-Gedenkstätte Neuengamme. In: Punktum. Hamburg 2002, 2, S. 8–11.
- Joachim Grabbe: Als in Eimsbüttel die Straßenbahn noch fuhr. Eine Kindheit und Jugend in den 50er Jahren. Hrsg. von Jens Michelsen. Hamburg 2001. (Eimsbüttler Lebensläufe; Bd. 6.)
- Machbarkeitsstudie zur Realisierung eines Begegnungs- und Studienzentrums mit Übernachtungsmöglichkeiten in der KZ-Gedenkstätte Neuengamme. Hamburg 2001.
- Zur Vorbereitung von Besuchen in Gedenkstätten. In: Verfolgung, Terror und Widerstand in Sachsen-Anhalt 1933–1945. Berlin 2001, S. 31–42.
- Homosexuelle im Konzentrationslager Neuengamme. In: Homosexuelle in Konzentrationslagern. Bad Münstereifel 2000, S. 126–132.
- „Das Leben ist eine Baustelle“: Spielfilme zu Lebensformen und Identität. [Konzept, Texte: Jens Michelsen]. Hrsg. Nordelbische Medienzentrale im Pädagogisch-Theologischen Institut. Hamburg 2000.
- Fairer Handel – fair handeln. [Konzept und Redaktion: Jens Michelsen]. Hrsg. Diakonische Werke Hamburg und Schleswig-Holstein. Hamburg 1999. (Medieninformation Entwicklungspolitik; 30.)
- „Rosa Winkel“-Häftlinge im KZ Neuengamme: die Häftlingsgruppe der Homosexuellen. In: Häftlinge im KZ Neuengamme. Hrsg. KZ-Gedenkstätte Neuengamme. Hamburg 1999, S. 188–198
- Gerhard Großkopf: Mit Kochgeschirr und Hasenbrot. [Hrsg. und bearb. von Jens Michelsen]. 1. Aufl. Hamburg 1998. (Eimsbüttler Lebensläufe; Bd. 5.)
- Kiek mol: neue und bewährte Stadtteilrundgänge/erarb. und aufgeschrieben von Hamburger Geschichtswerkstätten. Hrsg. von der Kulturbehörde der Freien und Hansestadt Hamburg. [Red. verantwortl.: Jens Michelsen]. 1. Aufl. Hamburg 1998.
- Mit Helmut Glagla und Jochen Wiegandt: Umschreibungsaktion im ehemaligen jüdischen Viertel von Altona: zum Lied „An de Eck steiht’n Jung ...“ der GebrüderWolf. In: Schatten. Hamburg 1998, S. 132–136
- Martha Hückstaedt: ein Frauenleben zwischen Hamburg und Holstein; mit einem Lexikon zu norddeutschen Lebenswelten im 20. Jahrhundert. Herausgegeben und bearbeitet von Rita Bake und Jens Michelsen. 1. Aufl. Hamburg 1996. (Eimsbüttler Lebensläufe; Bd. 4.)
- Im Alltag der Kinder Geschichte entdeckt: Wo heute kleine Leute aus elf Nationen in Krippe, Hort und Kindergarten des Vereins Sternipark in der Wohlers Allee toben, spielten früher jüdische Kinder und lernten, in der Thora zu lesen. In: die Tageszeitung Hamburg, Nr. 4955 vom 22./23.6.1996, S. 31.
- „Esther Bejarano – Ein Portrait in Musik“. In: Bejarano/Sefkow (Hrsg.): Lieder für das Leben – Lider fars leben. Hamburg 1995.13
- Eimsbüttler Promenaden zwischen Hinterhof und Hagenbeck: 1894 bis 1945. Hrsg.von Jens Michelsen. Hamburg 1994. (Eimsbüttler Lebensläufe; Bd. 3.)
- Jüdisches Leben in der Wohlers Allee. Hrsg. Evangelisch-lutherische St. Johannis Kirchengemeinde Altona. Hamburg 1994
- Uwe Storjohann: „Hauptsache Überleben“. Eine Jugend im Krieg 1938–1945. Hrsg. von Jens Michelsen. Hamburg 1993. (Eimsbüttler Lebensläufe; Bd. 2.)
- Jüdische Identität am Beispiel eines Schülerschicksals. Hamburg 1992. („400 Jahre Juden in Hamburg“: Material zur Vorbereitung/Nachbereitung der Ausstellung mit Schülergruppen; Sekundarstufe I.)
- Gunter Lust: The flat foot floogee – treudeutsch, treudeutsch: Erlebnisse eines Hamburger Swingheinis. Hrsg. von Jens Michelsen. 1. Aufl. Hamburg 1992. (Eimsbüttler Lebensläufe; Bd. 1.)Z
- Zusammen mit Chr. Pritzlaff u. a.: Begleitmaterialien zur Ausstellung „400 JahreJuden in Hamburg“ im Museum für Hamburgische Geschichte. Hamburg 1991.
- Zusammen mit D. Letzig und M. Kirchner: Projektmappe „Welthandel in Hamburg, zum Beispiel Tee – Anregungen für Unterricht und Projektwochen ab Klasse 9/10.“ Hamburg 1987.
- Andere Verhältnisse: Verständigungstexte von Homosexuellen. Hrsg. von Jens Michelsen und Jan Florian Kirchhoff. Frankfurt am Main 1984. (Suhrkamp Taschenbuch; 1038.)
- Der Himmel wird instand besetzt: Aufbruch in der Kirche. Reinbek bei Hamburg 1982. (Rororo; 5050: rororo-panther)
- Zusammen mit Michael Broszka u. a.: „Atomwaffen werden auch Hamburg zerstören, wenn wir den Atomkrieg nicht abschaffen.“ Frankfurt a. M. 1981.
- Zusammen mit anderen: Sag nein! Ein Bilderbogen zur Friedensbewegung seit 1950. Pädagogisch-Theologisches Institut Hamburg 1981.

## Autorentätigkeiten für den NDR und den SWF in Auswahl
- Feindberührung – Eine verbotene Liebe im besetzten Polen.
- Aus der Reihe getanzt – Die Swing-Jugend im Zweiten Weltkrieg.
- Hachschara. Atempause auf der Flucht ins Gelobte Land.
- Deutsch, jüdisch, homosexuell – Gad Beck überlebte die Nazis.
- Prinz Mpundo Akwa aus Kamerun und die Kabinettsjustiz im deutschen Kaiserreich.
- Nie wieder Krieg! – Die Wiederbewaffnung der Bundesrepublik Deutschland 1949–1956.
- Kampf dem Atomtod – Die Auseinandersetzung um taktische Atomwaffen 1957/58.
- Unser Marsch ist eine gute Sache – Die Ostermärsche in den 60er Jahren.
- Zwischen Tätern und Opfern – Eine Lesereise mit Grete Weil nach Amsterdam.

## Interviews
- Erzählte Geschichte – geschichtete Erzählung. Zu den lebensgeschichtlichen Interviews mit der Holocaust-Überlebenden Esther Bauer (Andrea Althaus, Linde Apel)[6]
- Interview mit Esther Bauer (B) vom 20. November 1998, Interviewer: Jens Michelsen (M), Minute 00:09 bis 3:53[7]

## Videofilm
Nicht nur im Gleichschritt – Eimsbüttler Zeitzeugen über ihre Jugend im Krieg. (Buch und Regie: Jens Michelsen im Auftrag der Galerie Morgenland e. V.)